# Beaune
Beaune – miejscowość i gmina we Francji, w regionie Burgundia-Franche-Comté, w departamencie Côte-d’Or.
Według danych na rok 1990 gminę zamieszkiwało 21 289 osób, a gęstość zaludnienia wynosiła 680 osób/km² (wśród 2044 gmin Burgundii Beaune plasuje się na 9. miejscu pod względem liczby ludności, natomiast pod względem powierzchni na miejscu 160.).
W mieście rozwinął się przemysł elektroniczny, chemiczny oraz winiarski. Ośrodek turystyczny, m.in. muzeum win.
Latem 1841 roku w miejscowości przebywał polski poeta romantyczny, Józef Bohdan Zaleski.

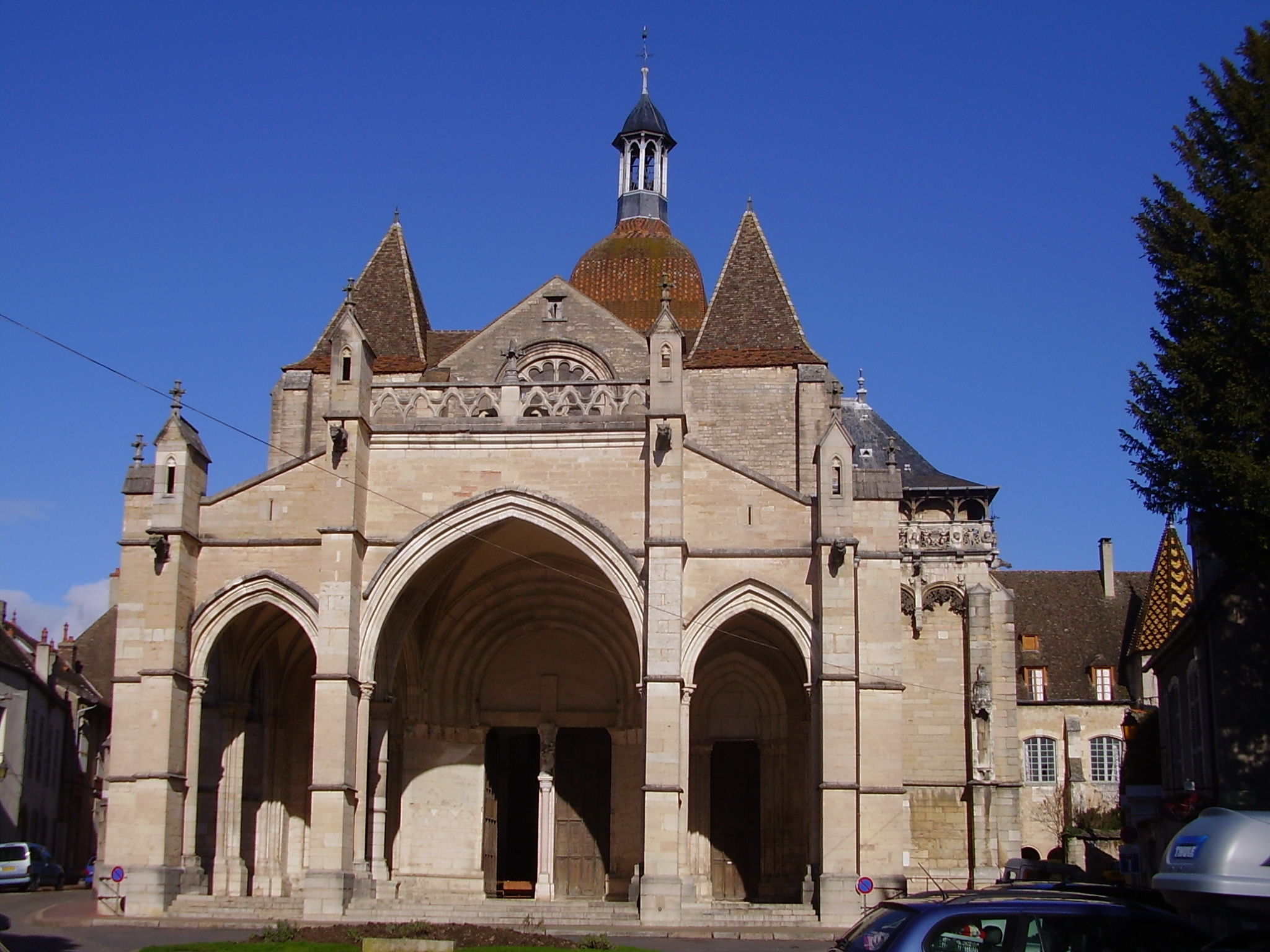
Kolegiata Notre-Dame de Beaune

## Współpraca
- Nantucket, Stany Zjednoczone
- Bensheim, Niemcy
- Malmedy, Belgia
- Krems an der Donau, Austria
- Katsunuma, Japonia
- Berkhamsted, Wielka Brytania
- Missoula, Stany Zjednoczone